# InterCityExperimental

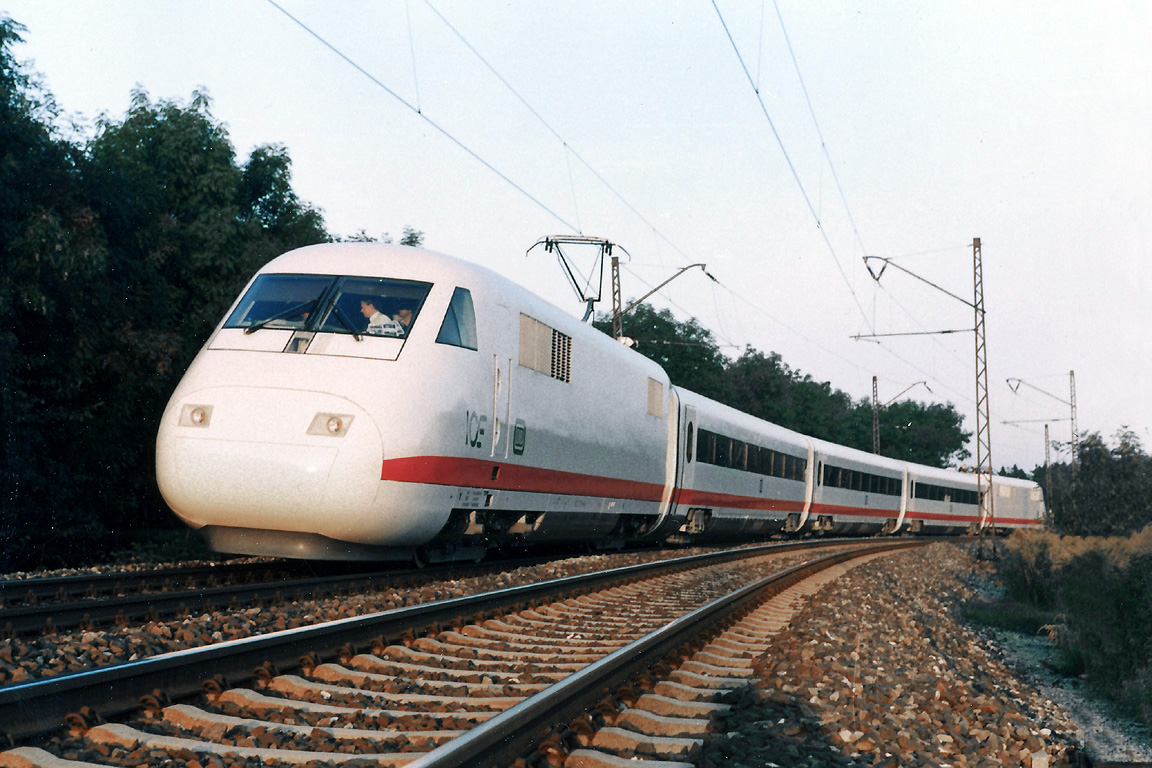
InterCityExperimental v roce 1985

Intercity Experimental (později přejmenované na ICE V) byla experimentální vlaková souprava v rámci vývoje vysokorychlostních tratí, předchůdce vlaků třídy InterCityExpress, jejíž název byl později upraven na Intercity-Express.
InterCityExperimental navazoval na vlaky třídy InterCity jezdící v rámci Německých spolkových drah rychlostmi až 200 km/h a dokázal dosáhnout maximální rychlosti přes 400 km/h při výkonu 8 400 kW. Celkem se skládal z pěti vozů, přičemž první a poslední byly hnací.
Výroba byla dokončena v roce 1985 a souprava poté sloužila pro testování a předvádění až do roku 1998, přičemž v rámci testů 1. května 1988 ustavila nový rekord v maximální rychlosti pro kolejová vozidla v hodnotě 406,9 km/h.